# Municipio de Nodaway (condado de Taylor)
El municipio de Nodaway (en inglés: Nodaway Township) es un municipio ubicado en el condado de Taylor en el estado estadounidense de Iowa. En el año 2010 tenía una población de 133 habitantes y una densidad poblacional de 1,43 personas por km².

## Geografía
El municipio de Nodaway se encuentra ubicado en las coordenadas 40°51′51″N 94°51′45″O / 40.86417, -94.86250. Según la Oficina del Censo de los Estados Unidos, el municipio tiene una superficie total de 93 km², de la cual 92,9 km² corresponden a tierra firme y (0,11 %) 0,1 km² es agua.

## Demografía
Según el censo de 2010, había 133 personas residiendo en el municipio de Nodaway. La densidad de población era de 1,43 hab./km². De los 133 habitantes, el municipio de Nodaway estaba compuesto por el 99,25 % blancos y el 0,75 % eran de una mezcla de razas. Del total de la población el 0 % eran hispanos o latinos de cualquier raza.